# دانيال بوريل
دانيال بوريل هو مهندس وعالم حاسوب ورائد أعمال سويسري، ولد في 14 فبراير 1950 في نوشاتيل في سويسرا.